# Heinrich von Zügel

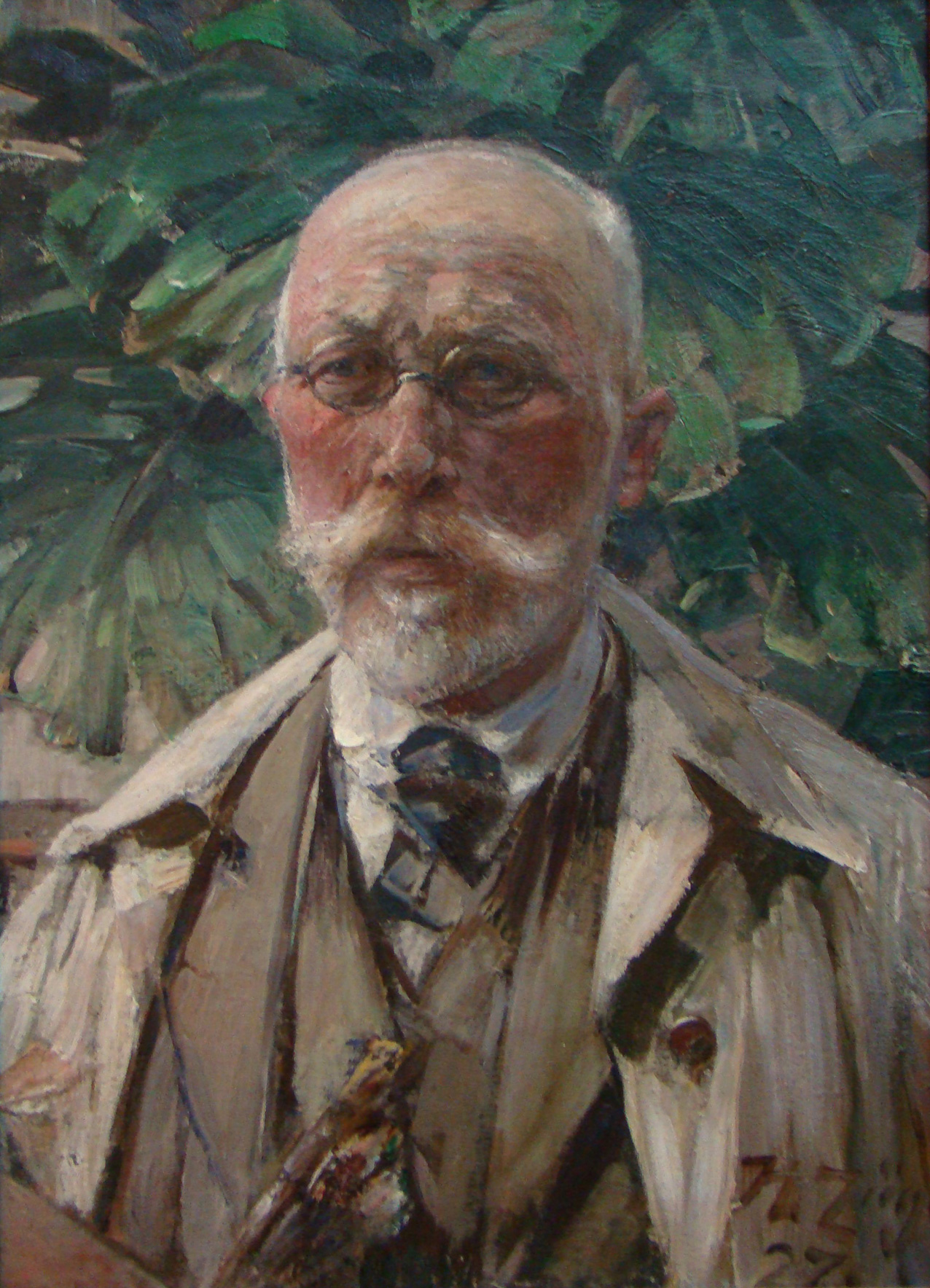
Heinrich von Zügel: Selbstbildnis (1927)

Heinrich Johann Zügel (ab 1907 von Zügel; * 22. Oktober 1850 in Murrhardt; † 30. Januar 1941 in München) war ein deutscher Maler. Bekannt sind seine zum Teil opulenten Darstellungen von heimischen Tieren, die auch in der Großen Deutschen Kunstausstellung präsentiert wurden.

## Leben

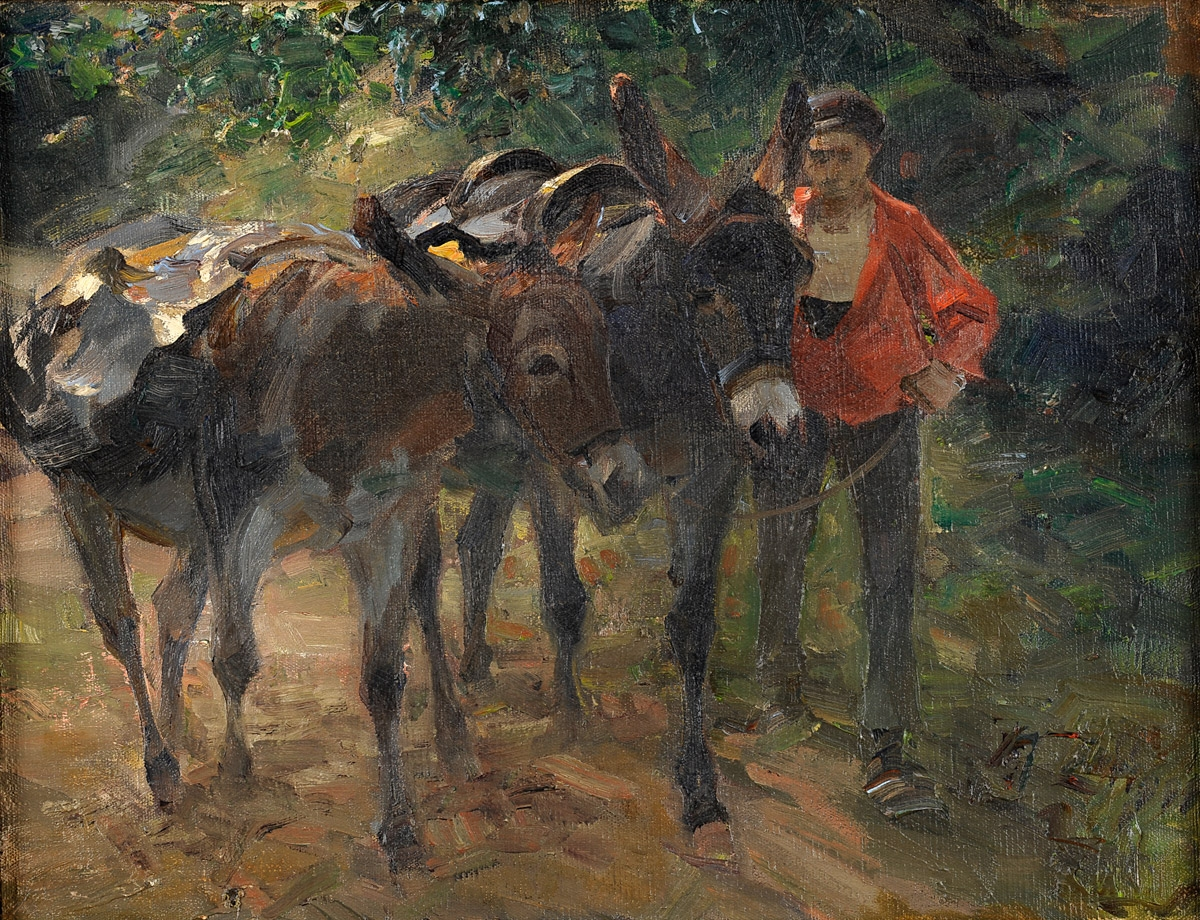
Heinrich von Zügel: Auf dem Weg zum Wolkenhof

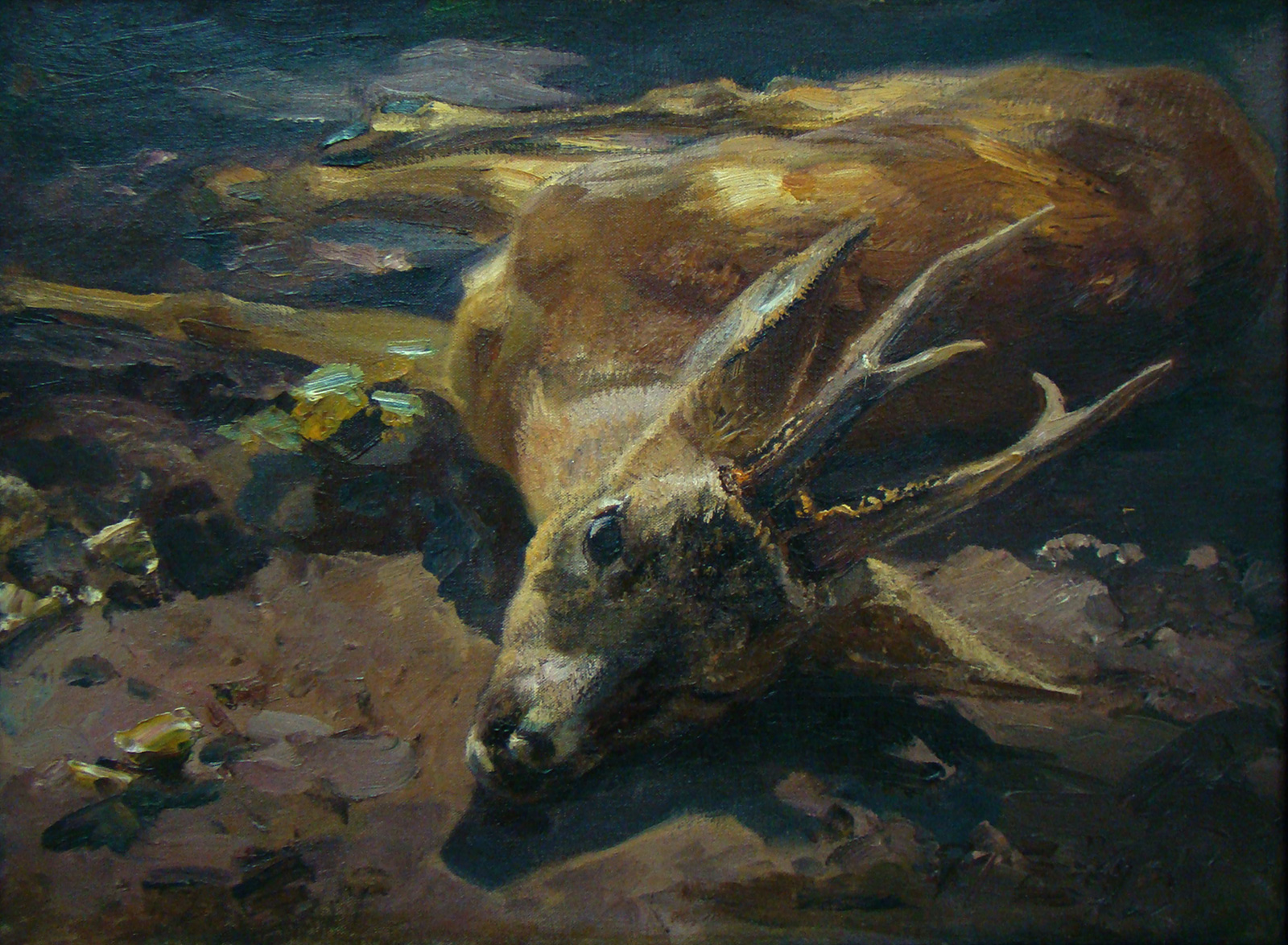
Jagdstück mit erlegtem Rehbock, ca. 1911

Heinrich Zügel bildete sich seit 1869 auf der Kunstschule Stuttgart als Schüler von Bernhard von Neher und Heinrich von Rustige zum Genre- und Tiermaler aus, verweilte 1873 einige Zeit in Wien und nahm dann seinen Aufenthalt in München. Er malte vorzugsweise Darstellungen von Nutz- und Haustieren in Verbindung mit Menschen, bisweilen in einer dramatisch zugespitzten Situation oder in humoristischer Auffassung.
Der Tiermaler Anton Braith aus Biberach wurde für den Studenten ein wichtiger Mentor.
Anfang der 1880er Jahre entdeckte Zügel die Hochmoorlandschaft bei Dachau als neues Studiengebiet. Er begann, im Freien zu malen. Dadurch entfernte er sich von der Nahsicht und stellte die Tiere als Teil eines erweiterten Landschaftsraumes dar.
Studienaufenthalte an der holländischen und belgischen Küste brachten dem Künstler Anfang der 1890er Jahre den Durchbruch zum Impressionismus, dessen berühmte Vertreter er bei früheren Parisaufenthalten und durch Ausstellungen in München kennengelernt hatte. Die atmosphärische Wiedergabe der Tiere in Luft und Licht, das Erfassen der Reflexionen von Sonne und Wasser und das Spiel von Licht und Schatten werden nun zum künstlerischen Anliegen. Dabei werden die Details immer stärker dem Gesamteindruck untergeordnet.
1893 erhielt er auf der Großen Berliner Kunstausstellung eine kleine Goldmedaille. 1895 wurde Heinrich Zügel als Professor an die Kunstakademie München berufen. 1907 verlieh ihm der bayerische König das Ritterkreuz des Verdienstordens der Bayerischen Krone. Mit dieser Auszeichnung war die Erhebung in den persönlichen Adelsstand verbunden.
An der Münchener Kunstakademie unterrichtete Heinrich von Zügel bis zu seiner Emeritierung im Jahre 1922. Zu seinen Schülern gehören u. a. Max Bergmann, Paul Ehrenberg, Emanuel Hegenbarth, Julius Paul Junghanns, Christian Schad, Julius Seyler, Gustav Adolf Thomann,  Wilhelm Stumpf und Philipp Erlanger. Zügel war Gründungsmitglied der Münchner Sezession und frühes Mitglied des Deutschen Künstlerbundes.

H. Zügel: Widerspenstig, um 1904

Mehr als vierzig Jahre lang arbeitete Zügel am Thema „Schwere Arbeit“, der Darstellung eines pflügenden Ochsengespanns. An den etwa 24 Versionen des Sujets ist die Entwicklung des Malers ablesbar, die von der detaillierten Schilderung zur kubistischen Verknappung und Monumentalisierung führt. Er wählte zuletzt riesige Formate, um seinem Empfinden für die Verbundenheit von Mensch und Natur, für den ewigen Kreislauf alles Lebens, durch dieses Motiv Ausdruck zu geben. In diesem Bestreben scheute Zügel auch nicht vor extremen Kompositionen (wie in dem Ölgemälde Widerspenstig, in welchem der Kopf des Ochsen wie abgetrennt vom Körper und der rechte Hinterlauf wie mit dem Lineal gezeichnet erscheint) – es ging ihm hierbei weniger um eine naturalistisch-romantisierende Wiedergabe der Tiere im Bild als um die ausdrucksstarke Darstellung der Mühsal dieser Arbeit auf dem Acker.
Noch in hohem Alter gelangen Zügel impressionistische Werke voller Leichtigkeit und Frische, z. B. der „Blick auf Murrhardt“. Im Alter von 77 Jahren entstand noch ein eindrucksvolles Selbstporträt. Aus Anlass seines 90. Geburtstags widmete ihm die NS-Kunstzeitschrift Die Kunst im Deutschen Reich einen ausführlichen Artikel.

## Bedeutung und Erinnerung
Heinrich von Zügel gehört mit Lovis Corinth, Max Liebermann und Max Slevogt zu den bedeutenden deutschen Impressionisten. Als Gründungsmitglied der Münchner Sezession setzte er sich für eine Erneuerung des Ausstellungsbetriebs ein. Über 25 Jahre lang wirkte er als Professor und zeitweiliger Rektor der Münchner Akademie.
In Wörth am Rhein gibt es eine Gedächtnisgalerie als ständige Ausstellung im Alten Rathaus der Stadt. Zügel hat für Wörth am Rhein eine besondere Bedeutung, da er dort mit seinen Schülern lange Zeit seine Ferien verbrachte und zahlreiche Arbeiten vor Ort entstanden sind. Die kleinen Einnahmen durch das Modellstehen, das Ausleihen der Tiere und die Bewirtungseinnahmen waren für die armen Einwohner, kleine Bauern und Fischer, wichtig. Weitere Werke hängen in der Nationalgalerie in Berlin sowie in seinem Geburtsort Murrhardt.
Sein erstgeborener Sohn, Willy Zügel, wurde ein bekannter Tierbildhauer. Der Sohn Oscar seines gleichnamigen Neffen Heinrich Zügel, Murrhardter Stadtschultheiß seit 1882, wurde auf seine Anregung hin ebenfalls Künstler und engagierte sich später gegen das NS-Regime.

## Wichtige Werke
- Das Ochsengespann, Selbstporträt und Blick auf Murrhardt (Städtische Kunstsammlung Murrhardt)
- Die vor dem Gewitter flüchtende Herde
- Ein durchgehender Stier
- Schafe im Erlenhain (Nationalgalerie Berlin)
- Ochsen am Pflug (Altes Rathaus Wörth am Rhein)
- Niemand daheim!
- Frühlingssonne und Herbstsonne

Haus- und Nutztiere in ihrer ländlichen Umgebung sind seine Themen, daneben vereinzelt reine Landschaften, Städteansichten oder Porträts.

## Auszeichnungen und Ehrungen
- Kleine Goldmedaille der Großen Berliner Kunstausstellung (1893).
- Ehrenbürgerwürde der Stadt Wörth am Rhein (1910)
- Ehrenbürgerwürde der Stadt Murrhardt (1920)
- Ehrendoktorwürde Dr. vet. med. h.c. der Veterinärmedizinischen Fakultät der Universität Gießen (1930)
- Goethe-Medaille für Kunst und Wissenschaft (1940)
  - Benennungen:
- Zügelstraße in Murrhardt
- Heinrich-von-Zügel-Gymnasium in Murrhardt
- Heinrich-von-Zügel-Saal der Stadtbücherei Murrhardt

## Notizen und Einzelnachweise
1. ↑  Eugen Diem: Heinrich von Zügel und seine Zeit. Verlag Aurel Bongers, Recklinghausen 1986, S. 60–61.
2. ↑  kuenstlerbund.de: Ordentliche Mitglieder des Deutschen Künstlerbundes seit der Gründung 1903 / Zügel, Heinrich von (Memento vom 4. März 2016 im Internet Archive) (abgerufen am 20. November 2018)
3. ↑  Ausstellungskatalog X. Ausstellung der Münchener Sezession: Der Deutsche Künstlerbund (in Verbindung mit einer Ausstellung erlesener Erzeugnisse der Kunst im Handwerk), Verlagsanstalt F. Bruckmann, München 1904 (S. 33: Zügel, Heinrich, München. Abb. 4: Widerspenstig.)
4. ↑  Herbert Wolfgang Keiser: Der Tiermaler Heinrich von Zügel: zum 90. Geburtstag des Künstlers. In: Die Kunst im Deutschen Reich, 5. Jahrgang / Folge 1, Ausgabe B, Januar 1941, S. 24–27 m. Abb.
5. ↑  Datierung nach dem zeitlich jüngsten Eintrag in der ausführlichen Bibliographie über die Schüler Zügels. Nicht in DNB gelistet. 72 Seiten. Beiträge von Max Bergmann, Hermann Ebers, Julius Paul Junghanns, Hans Purrmann, Hans von Hayek u. a. Mit Abb.

| Personendaten    | Personendaten                                                    |
| ---------------- | ---------------------------------------------------------------- |
| NAME             | Zügel, Heinrich von                                              |
| ALTERNATIVNAMEN  | Zügel, Heinrich; Zügel, Heinrich Johann von (vollständiger Name) |
| KURZBESCHREIBUNG | deutscher Maler                                                  |
| GEBURTSDATUM     | 22. Oktober 1850                                                 |
| GEBURTSORT       | Murrhardt                                                        |
| STERBEDATUM      | 30. Januar 1941                                                  |
| STERBEORT        | München                                                          |